# Ashford (Connecticut)
Ashford é uma cidade do condado de Windham em Connecticut, Estados Unidos. A cidade está no nordeste de Connecticut. No censo de 2010 A população era 4.317 habitantes. Foi fundada em 1714. A localidade de Eastford era uma parte de Ashford até 1847, quando separou-se para organizar-se como uma cidade independente. Por esta razão o norte Ashford está localizado no nordeste de Eastford.

## História
O presidente George Washington, retornando de sua turnê pelo país no outono de 1789, foi contrariado ao ser involuntariamente abandonado na cidade em um domingo. Na época era contrário à lei contratar um transporte naquele dia, o grande aborrecimento de Washington foi observado pelos aldeões naquele dia.
New Ashford em Massachusetts foi nomeada após Ashford ser estabelecida em 1762.